# 鉅記餅家
澳門鉅記手信（亦稱為鉅記餅家）是澳門三大手信店之一，現時市場佔有率為74.4%。集團的創辦人為梁燦光。

## 歷史

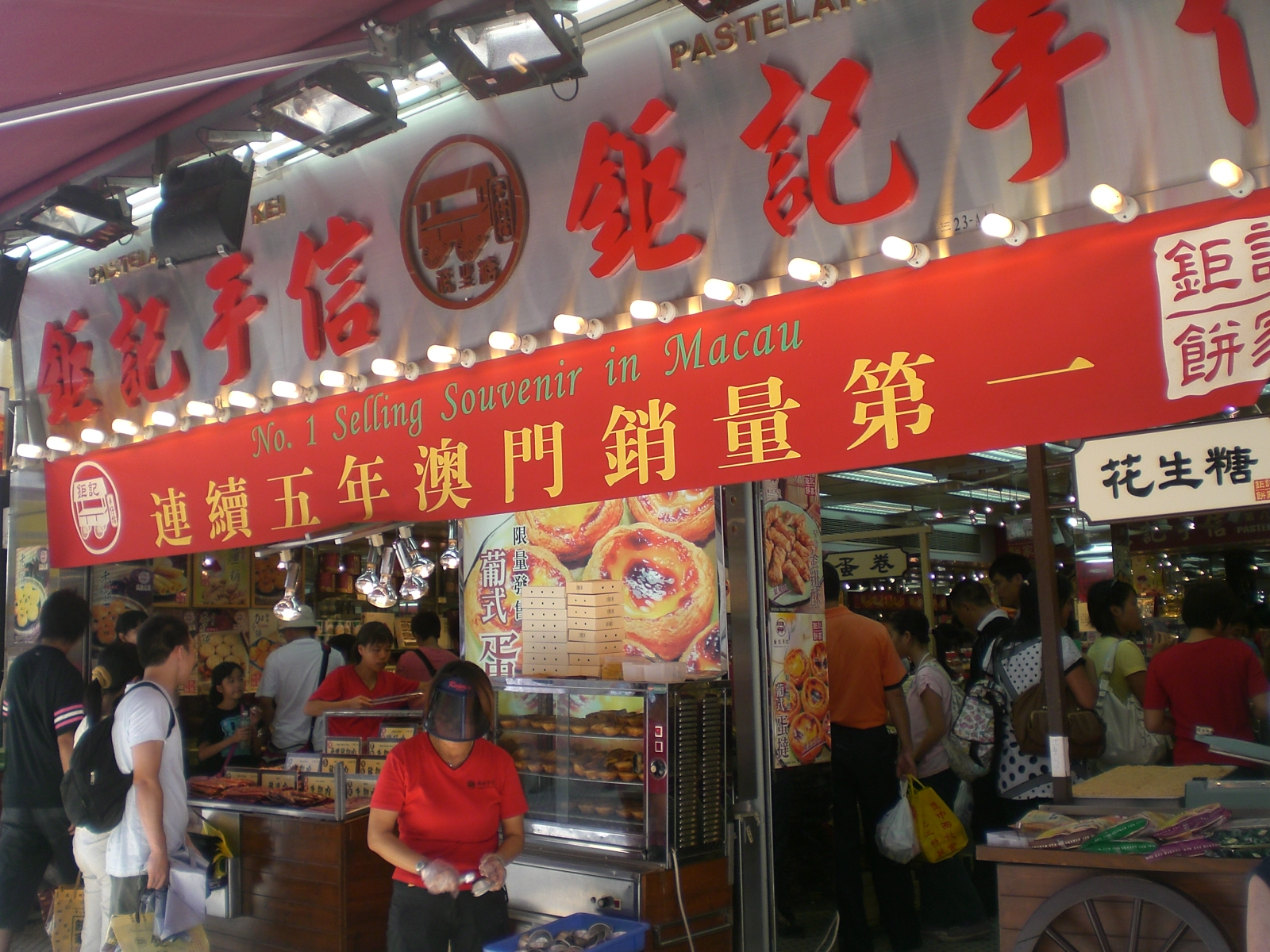
鄰近大三巴的一間分店

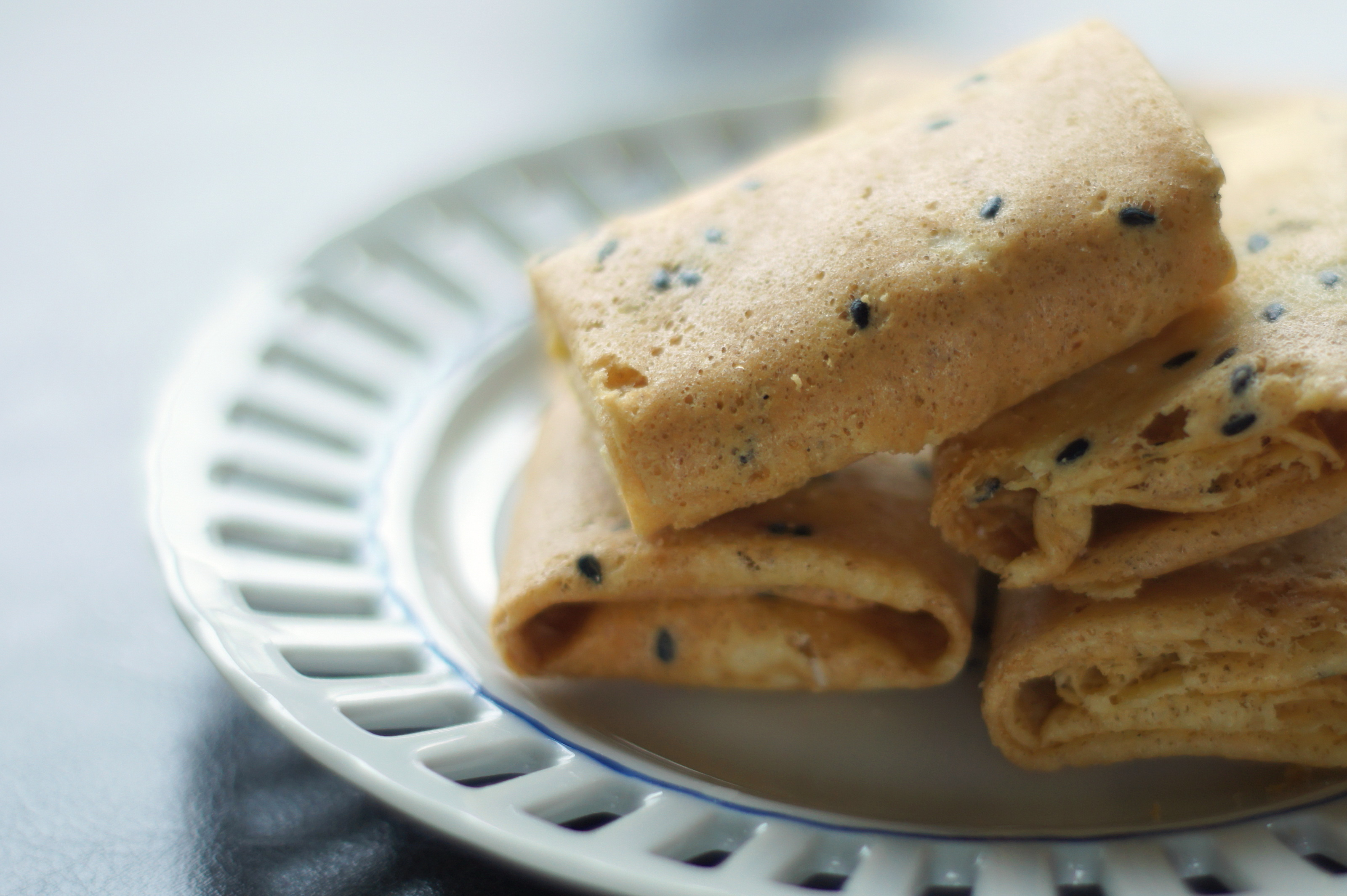
鉅記黑芝麻鳳凰卷

鉅記餅家起初時在街頭兜售花生糖和薑糖，到1997年中開設第一家店鋪。
鉅記在澳門地區經營21家店鋪，並於香港和新加坡開設分店(香港分店於2023年6月15日結業)。鉅記也自2004年開始，把貨品分銷世界各地。

### 廣告宣傳
2007年，香港著名食家蔡瀾在接拍澳門鉅記餅家的廣告，影片中蔡瀾拿著杏仁餅，咬了一口，然後說了一句：「鉅記杏仁餅，食餅有餅味。」。相關廣告在網上更引發不少反響，自此「食餅有餅味」亦成為鉅記的代名詞。

### 贊助電視劇
自2010年起，鉅記餅家多次冠名贊助或產品贊助香港製作的電視劇集。其中由無綫電視製作的劇集《巨輪》系列更以鉅記餅家的發跡史為藍本，男主角蕭正楠、女主角田蕊妮的角色設定以鉅記創辦人梁燦光及現任行政總經理甄雅芬為藍本，蕭正楠及田蕊妮(至2014年)更因此成為鉅記的廣告代言人。

### 大陸商標戰
近年來中國大陸等地屢次出現有不法商販冒用鉅記商標在購物網站售賣的事件，對此鉅記曾發表聲明澄清以及在內地法院以訴訟方式維權，力證鉅記餅家雖然常在中國內地參展，但至今沒有在中國內地開設分店。相關事件曾於無綫劇集《巨輪》被改編為第28集部分劇情。
約於2008年前，集團創辦人申請“鉅記”品牌為全球商標，但唯獨中國內地卻未成功，原因是已有一家澳門食品公司捷足先登，在內地以“鉅記”為商標註冊公司。於是循法律途徑與對方進行多番斡旋。最終鉅記餅家以過百萬把“鉅記”內地商標購入手中。

## 贊助電視劇
- 勝者為王

```
      此劇是唯一贊助的
亞洲電視
劇集。 
```

- 刑警
- 萬凰之王
- 愛·回家系列（產品贊助）
- 巨輪系列（以鉅記發跡史為藍本）

```
      代言人分別是香港歌手及
TVB
藝人
蕭正楠
和
田蕊妮
。 
```

- 師奶MADAM（產品贊助）
- 梟雄
- 乘勝狙擊（產品贊助）
- 與諜同謀
- 超時空男臣
- 翻生武林
- 飛虎之極戰系列（產品贊助）

## 代言人
- 蔡瀾
- 郭羨妮
- 蕭正楠（巨輪系列男主角）
- 田蕊妮（巨輪系列女主角）

## 外部連結
- 記餅家-官方網站 （页面存档备份，存于）
- 鉅記餅家的Facebook專頁
- YouTube上的鉅記餅家頻道